# Big Comic
Big Comic (ビッグコミック) é uma revista quinzenal de mangás do gênero seinen, publicada pela Shogakukan. Lançada como uma revista mensal, as edições passaram a ser publicadas quinzenalmente a partir de abril de 1968. A Big Comic é publicada todo dia 10 e 25 do mês. Possui uma revista irmã chamada Big Comic Original, também quinzenal, vendida nas semanas do mês nas quais a Big Comic não é publicada.
A revista publicou trabalhos de diversos mangakás famosos, incluindo Osamu Tezuka, Shotaro Ishinomori, Sanpei Shirato, Takao Saito, Fujiko Fujio e Tetsuya Chiba. 
A capa da revista possui caricaturas de pessoas famosas. Essas caricaturas foram criadas pelo ilustrador Shūichi Higurashi por mais de quarenta anos. Os desenhos de Higurashi estiveram na capa da Big Comic de 1970 a 2011. Higurashi se aposentou no outono de 2011 devido a problemas de saúde.

## Séries atuais
| Título da série                           | Autor             | Início           |
| ----------------------------------------- | ----------------- | ---------------- |
| Blue Giant Supreme (BLUE GIANT SUPREME)   | Ishizuka Shinichi | Setembro de 2016 |
| Devilman Saga (デビルマンサーガ)          | Nagai Go          | Dezembro de 2014 |
| Golgo 13 (ゴルゴ13)                       | Koike Kazuo       | Novembro de 1968 |
| Joukyou Hanabi (上京花日)                 | Iwashige Takashi  | 2008             |
| Kuubo Ibuki (空母いぶき)                  | Eya Osamu         | Dezembro de 2014 |
| Munakata Kyouju Ikouroku (宗像教授異考録) | Hoshino Yukinobu  | Outubro de 2004  |
| Rainman (レインマン)                      | Hoshino Yukinobu  | Março de 2015    |

## Séries finalizadas
- Haruka na Machi e
- MW
- Kirihito Sanka
- Ayako
- China Girl
- Chichi no Koyomi
- Inu wo Kau
- Kagami ga Kita
- Sousakusha
- Barbara
- Eagle
- Blue Giant
- Taiyou no Mokushiroku
- Yuukoku no Rasputin
- Chikyuu wo Nomu
- Keyaki no Ki
- Hoshi wo Tsugu Mono
- Odyssey
- Hidamari no Ki
- Sasori
- Dancing Policeman
- Gringo
- Kamunabi: Imibe Kana - Onna no Shinwa Series
- Notari Matsutarou
- I.L
- Kami no Inu
- Itezuru
- Tensai-tachi no Kyouen
- Kamui Gaiden Daini-bu
- Okan
- HOTEL
- 108 Ward Inside and Out: Make-Up Artist
- S: Saigo no Keikan
- Taiyou no Mokishiroku Dainibu: Kenkokuhen
- Shinkiro Kitan
- Kachuu Hana
- Baiyaku Kakebachou Kuzuryuu
- Yellow
- Mirai kara no Hotline
- Cruise - Ishi Yamada Kouhei Koukai-shi
- Watashi no Hibi
- Medusa
- Sora!
- Hyouma no Hata: Revolutionary Wars
- Muou no Hosomichi
- Ougon no Rough
- Gekitou Magnitude 7.7
- Lamp no Shita
- Gegege no Kakeibo